# دارژوو (استان پومرانی)
دارژوو (به لهستانی:  Darżewo) یک روستا در لهستان است که در گمینا نووا ویش لنبورسکا واقع شده‌است. دارژوو ۲۶۲ نفر جمعیت دارد.